# NGC 3339
NGC 3339 is een ster in het sterrenbeeld Sextant. Het hemelobject werd op 30 januari 1865 ontdekt door de Duitse astronoom Albert Marth.